# Apostasia wallichii
Apostasia wallichii là một loài thực vật có hoa trong họ Lan. Loài này được R.Br. mô tả khoa học đầu tiên năm 1830.

## Hình ảnh

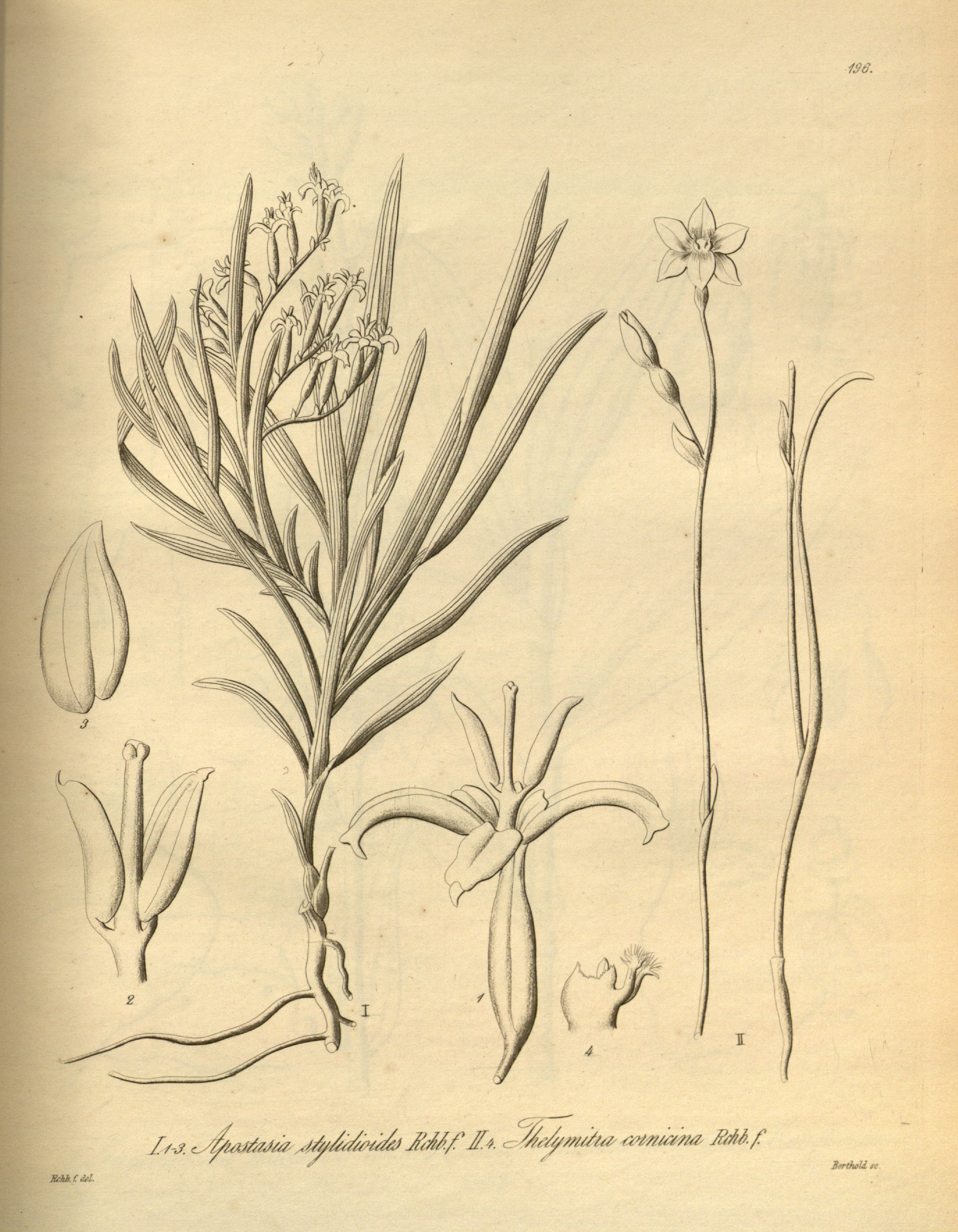